# NGC 6144
NGC 6144是星座天蠍座中的球狀星團，距離其較亮的對應球狀星團M4幾乎正好1°。它相對靠近蛇夫座ρ星雲複合體，且部分被其遮擋。對於球狀星團來說，該星團的核心恆星密度非常低，並且擁有少數X射線輻射源。

## 外部連結
- 维基共享资源上的相關多媒體資源：NGC 6144
- Globular Clusters Database